# Héctor Rodas
Héctor Rodas Ramírez (Valencia, 7 marzo 1988) è un allenatore di calcio ed ex calciatore spagnolo, di ruolo difensore.

## Caratteristiche tecniche
È un difensore centrale.